# Arènes de Picasso
De Arènes de Picasso (Picasso-arena), is een vastgoedcomplex gelegen in Noisy-le-Grand (Frankrijk), ontworpen door de Spaanse architect Manuel Núñez Yanowsky in 1981 en ingehuldigd in 1985.

## Beschrijving

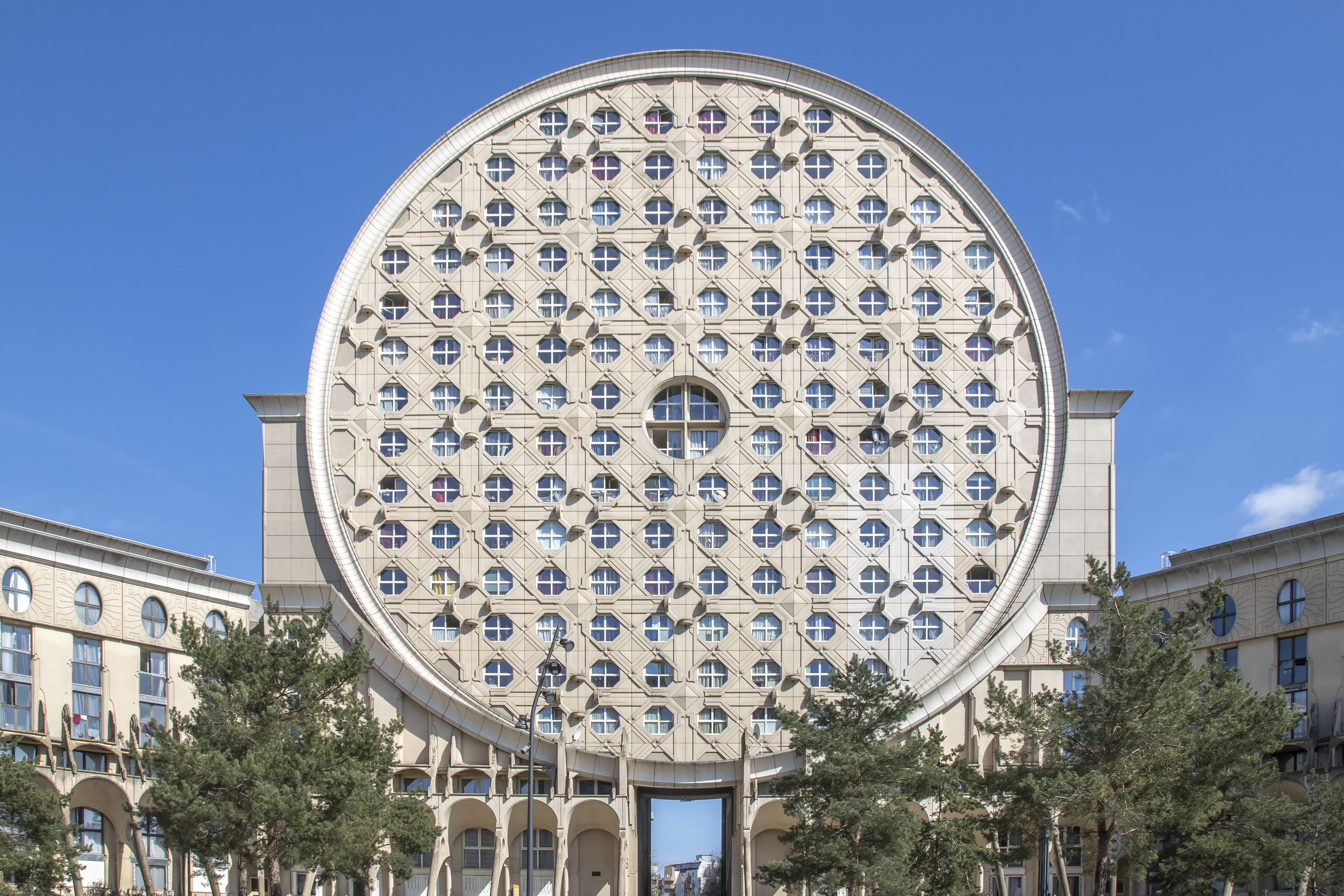
Gevel van een van de cilindrische gebouwen.

Het vastgoedcomplex is georganiseerd rond het plein Place Pablo-Picasso, en is achthoekig van vorm. Twee assen, noord-zuid en oost-west, kruisen het. De omtrek van het plein is volledig bebouwd, met uitzondering van de zuidkant.
Aan beide uiteinden zijn twee grote cilinders, waarvan de as evenwijdig is aan de evenaar, in de huizen ingebed. Het geheel is een abstracte weergave van een omgevallen kar.
De twee karakteristieke elementen van het geheel zijn twee cilindervormige gebouwen (bijgenaamd de "camemberts" door de bewoners), geplaatst boven de west- en oostzijde van het plein.
Het complex omvat 540 woningen, een kinderdagverblijf, een middelbare school en andere onderwijsvoorzieningen en winkels.

## In populaire media
- 1985 : De film Billy Ze Kick met Francis Perrin speelt zich daar geheel af.
- 1985 : We kunnen de basis van het gebouw zien in de film The Price of Danger, er zijn verschillende scènes opgenomen in Mont d'Est.
- 1986 : De sokkel van het gebouw werd gebruikt voor het filmen van een scène uit de clip Ouragan, uitgevoerd door Stéphanie de Monaco.
- 2018 : De Australische rapper Manu Crook$ filmde daar het grootste deel van zijn videoclip Different League.
- 2023 : De film Vermin en de televisieserie Arcadia gebruiken de Arènes de Picasso voor buitenopnamen.